# Хлопська Правда
«Хлопська Правда» — друкований орган коломийського осередку радикальної партії (1903-1909)

## Історія
На початку ХХ ст. Кирило Трильовський здійснював активну видавничу діяльність, яка була  спрямована на популяризацію січової ідеї.  Було заснувано видання "Хлопської правди" у Коломиї в  1903 році  як заміну Громадського голосу, який перестав виходити у Львові. Кошти для видання надавав сам Трильовський. Часопис виходив нестабільно, бо був збитковим через малий дохід від продажів. Видавцями і  редакторами були К.Трильовський та І.Макух. На розі Валової і Театральної № 9 квартирувала редакція.    У 1909 році Трельовський відновив видання як орган Головного Січового комітету. Редактором був Іван Чупрей. 
Статті були про: 
- діяльність січового руху

- діяльність радикальної партії,
- новини із віденського парламенту та Галицького сейму.